# Infini-T Force
《Infini-T Force》是龍之子55週年紀念製作，集合以前製作四部科幻動畫角色的日本原創電視動畫，並以3DCG動畫製作。作品會有《宇宙騎士》、《再造人卡辛》、《科學小飛俠》和《破裏拳旋風俠》角色出場。
T為「龍之子」英文拼音Tatsunoko的頭字，Infini-T Force意即「無限的龍之子力量」。《劇場版Infini-T Force／飛鷹俠 再見了朋友》2018年2月24日上映。電視動畫的先行漫畫《Infini-T Force 未來的軌跡》在《月刊Hero's》2015年12月號連載中。

## 故事簡介
獨自住在澀谷高檔住宅區裡的高中少女界堂笑雖然過著富裕的生活，但她的父親藉口工作繁忙從不回家，她也因此一直無法相信大人，對於未来也没有憧憬。
就是在這樣一位達觀少女的面前，有一天突然出現了4個男人——《科學小飛俠》、《宇宙骑士》、《破裏拳旋風俠》和《人造人卡辛》。他們都是在自己的世界中各持信念與邪惡戰鬥的正義英雄。
伴随著英雄們的降臨，謎樣的魔手也向界堂笑襲来。為了保護笑，英雄們都站了出來。他們的相遇究竟會给界堂笑和這一個世界带來什麼呢？

## 登場人物

### 主要人物
界堂笑（聲：茅野愛衣／香港：羅孔柔）
本作女主角，一個平凡的少女，手中握著能夠拯救世界的關鍵——盒子。是Z的女兒，獨居。對世界的一切周遭相當冷漠，第七集親眼目睹不同世界的自己遭遇車禍死亡。
鷲尾健（聲：關智一／香港：李鎮然）
嚴肅的大叔，科學小飛俠，24歲。因外表看起來比較老成，而被稱作大叔，對新科技相當不拿手。
南城二（聲：櫻井孝宏／香港：曹啟謙）
冷靜沉著的教授，宇宙騎士。
因為擁有優秀的遺傳基因而被貝爾琳注意。
鎧武士（聲：鈴村健一／香港：關令翹）
破裏拳旋風俠，原本所處的世界被「魔鬼」毀滅。在偵探所工作，認為自己最好的朋友是達米。
願望是和全世界的人們成為朋友。
東鐵也 / 卡辛（聲：齊藤壯馬／香港：黃積權）
天真無邪的少年，再造人卡辛。
被控制時曾被凱恩管理，而且都因為自身變成非人類而被人類歧視，所以想相信凱恩的言詞。

### 其他
Z（聲：斧篤志／香港：陳欣）
本名界堂一道。未知的神秘人，小笑的爸爸。毀滅了眾多個世界。
據凱恩所述已經死亡。現在的「他」只是亡靈。而據他自己解釋是「不屬於這世界的人」。
據界堂所述，小笑生下來注定會因各種不同的事故死亡，他必須藉由「盒子」毀滅其他世界，增加小笑存活的可能性。
願望是創造一個理想的世界——一個女兒不會死掉的世界。
拉加·凱恩（聲：安元洋貴／香港：劉奕希）
身高將近3米的巨人。
原本也是某一世界之人類。與巨人作戰節節敗退，為了拯救部落犧牲自己與巨人融合。雖然戰勝了敵人，卻備受同族歧視。在放棄自我時世界遭Z摧毀。
因Z不介意他的外表而感激在心。原以為Z想創造出理想世界而追隨。但發覺Z的真正目的之後決定背棄並打倒他。
願望是創造一個人們可以和平相處，沒有歧視和偏見的世界。
貝爾·琳（聲：花澤香菜／香港：何寶珊）
一個來自其他星球的女人。想要獲得Z、城二的遺傳基因。
願望是用強大的基因創造只有自己種族的王國。
達米安·格雷（聲：平川大輔／香港：梁偉德）
和武士在偵探所認識，是武士的委託人，真正身份是武士的敵人「魔鬼」。
願望是一個理想的自我。

## 電視動畫

### 主題曲
片頭曲「To be continued…」
填詞：山村隆太，作曲：阪井一生，編曲：飛内将大，主唱：凡人譜
片尾曲「滴答」
填詞、作曲：edda、，編曲：，主唱：edda

### 各話列表
| 話數  | 英文標題           | 中文標題     | 香港標題         | 劇本       | 分鏡               | 演出     |
| ----- | ------------------ | ------------ | ---------------- | ---------- | ------------------ | -------- |
| EP.01 | ISOLATED FLOWER    | 孤獨之花     | 被孤立的花       | 大野敏哉   | 鈴木清崇           | 鈴木清崇 |
| EP.02 | IMMEDIATE FAMILY   | 臨時家庭     | 臨時家庭         | 大野敏哉   | 佐山聖子 和田高明  | 和田高明 |
| EP.03 | INTELLIGENT FURY   | 智慧之怒     | 智能憤怒         | 熊谷純     | 寺東克己           | 木村延景 |
| EP.04 | IMAGINARY FRIEND   | 幻想朋友     | 幻想中的朋友     | 杉山研二   | 佐山聖子           | 鈴木清崇 |
| EP.05 | INVISIBLE FUTURE   | 不可見的未來 | 看不見的未來     | 大野敏哉   | 木村延景           | 木村延景 |
| EP.06 | INFINI-T FORCE     | 無限力量     | Infini-T Force   | 熊谷純     | 和田高明           | 和田高明 |
| EP.07 | INSANE FATHER      | 瘋狂的父親   | 瘋狂父親         | 大野敏哉   | 鈴木清崇           | 鈴木清崇 |
| EP.08 | INNER FRUSTRATION  | 內心的沮喪   | 內心的挫折       | 杉山研二   | 伊藤良太           | 伊藤良太 |
| EP.09 | IN FLUX            | 變動不止     | 處於不斷變化之中 | 木戶雄一郎 | 前川英章、橋爪謙治 | 前川英章 |
| EP.10 | IGNITION FLAME     | 點燃火焰     | 點燃火焰         | 熊谷純     | 大塚康弘           | 大塚康弘 |
| EP.11 | INDEPENDENT FLOWER | 獨立之花     | 獨立之花         | 大野敏哉   | 和田高明           | 和田高明 |
| EP.12 | I'LL FIND...       | 我會找到…    | 我會找到…        | 大野敏哉   | 富井七瀨           | 鈴木清崇 |

### BD&DVD
| 卷數 | 發行日期       | 收錄話數     | 規格編號   | 規格編號   |
| 卷數 | 發行日期       | 收錄話數     | BD         | DVD        |
| ---- | -------------- | ------------ | ---------- | ---------- |
| 1    | 2017年12月20日 | Ep.1－Ep.3   | PCXP.50561 | PCBP.53871 |
| 2    | 2018年1月17日  | Ep.4－Ep.6   | PCXP.50562 | PCBP.53872 |
| 3    | 2018年2月7日   | Ep.7－Ep.9   | PCXP.50563 | PCBP.53873 |
| 4    | 2018年2月21日  | Ep.10－Ep.12 | PCXP.50564 | PCBP.53874 |

| 香港 J2 星期二至六 05:30－06:00    | 香港 J2 星期二至六 05:30－06:00                   | 香港 J2 星期二至六 05:30－06:00 |
| ---------------------------------- | ------------------------------------------------- | ------------------------------- |
|                                    | 無極英雄T FORCE 重播 （2019年11月28日－12月13日） |                                 |
| 排球少年II 重播 ↓ 排球少年III 重播 | 青之祓魔師II 重播                                 |                                 |

## 出版書籍
《Infini-T Force 未來的輪廓》
| 冊數 | 小學館         | 小學館                 | 玉皇朝         | 玉皇朝                 | 東立出版社     | 東立出版社             |
| 冊數 | 發售日期       | ISBN                   | 發售日期       | ISBN                   | 發售日期       | ISBN                   |
| ---- | -------------- | ---------------------- | -------------- | ---------------------- | -------------- | ---------------------- |
| 1    | 2016年4月5日   | ISBN 978-4-86468-454-5 | 2018年1月30日  | ISBN 978-988-8436-94-1 | 2017年10月19日 | ISBN 978-986-486-418-8 |
| 2    | 2016年10月5日  | ISBN 978-4-86468-475-0 | 2018年3月13日  | ISBN 978-988-8507-05-4 |                |                        |
| 3    | 2017年4月5日   | ISBN 978-4-86468-496-5 | 2018年4月9日   | ISBN 978-988-8507-13-9 |                |                        |
| 4    | 2017年10月5日  | ISBN 978-4-86468-520-7 | 2018年5月3日   | ISBN 978-988-8507-17-7 |                |                        |
| 5    | 2018年2月28日  | ISBN 978-4-86468-540-5 | 2018年7月27日  | ISBN 978-988-8507-51-1 |                |                        |
| 6    | 2018年10月31日 | ISBN 978-4-86468-592-4 | 2023年3月11日  | ISBN 978-988-8821-78-5 |                |                        |
| 7    | 2019年4月5日   | ISBN 978-4-86468-634-1 | 2023年4月5日   | ISBN 978-988-8821-79-2 |                |                        |
| 8    | 2019年11月5日  | ISBN 978-4-86468-676-1 | 2023年5月8日   | ISBN 978-988-8821-80-8 |                |                        |
| 9    | 2020年5月15日  | ISBN 978-4-86468-720-1 | 2023年10月18日 | ISBN 978-988-8841-54-7 |                |                        |
| 10   | 2021年2月5日   | ISBN 978-4-86468-766-9 | 2023年10月18日 | ISBN 978-988-8841-55-4 |                |                        |

## 劇場版
《劇場版Infini-T Force／飛鷹俠 再見了朋友》（劇場版 Infini-T Force / ガッチャマン さらば友よ）2018年2月松竹發行。

## 外部連結
- 電視動畫「infini-T Force」公式官網 （页面存档备份，存于）（日語）
- 「Infini-T Force」官方的X（前Twitter）（日語）
- Infini-T Force 未來的軌跡 小太刀右京×江尻立真｜月刊Heroes （页面存档备份，存于）（日語）